# Українська сірникова фабрика
Товариство з обмеженою відповідальністю «Українська сірникова фабрика» — українське підприємство деревообробної промисловості в районному центрі м. Березне Рівненської області. Зареєстроване 22 червня 2004 року. Основна діяльність — виробництво сірників. Проектна потужність фабрики — 630 мільйонів коробок сірників на рік. Продукція підприємства постачається в усі регіони України та за її межі.

## Історія
З розпадом СРСР в Україні з 1991 року виник дефіцит сірників. Україна щороку імпортувала цього потрібного товару на 20 мільйонів доларів США переважно з Росії, у якої тоді працювало дев'ять підприємств для виробництва сірників, і з Білорусі — у неї було три сірникові підприємства.
ДП «Рівненська сірникова фабрика»

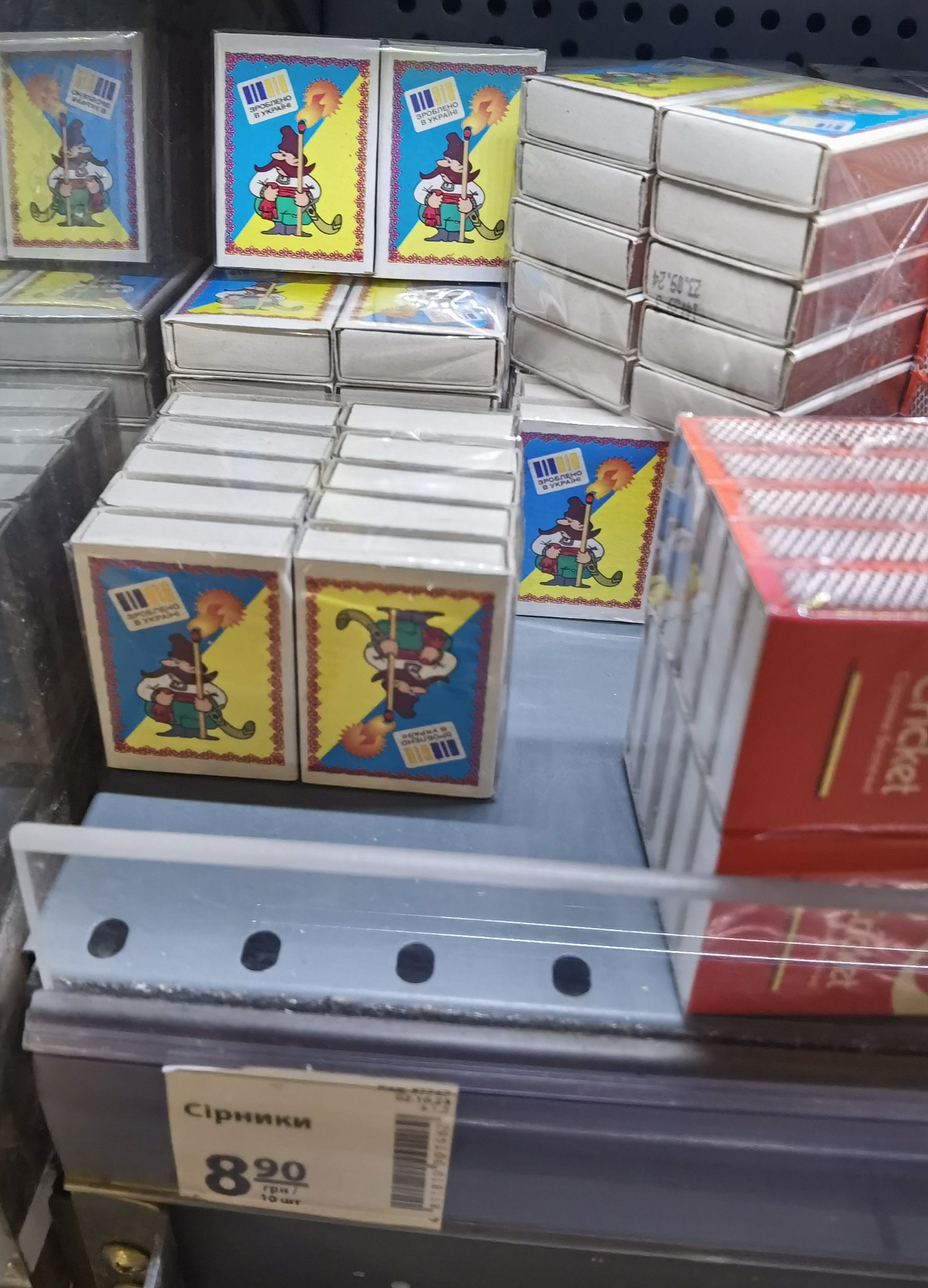
Сірники фабрики на полиці магазину.

Кабмін України доручив Міністерству промислової політики в терміновому порядку організувати й налагодити власне виробництво сірників. У результаті в 1998 році у селищі Березне на базі колишнього військового підприємства «Газотрон» було створене ДП «Рівненська сірникова фабрика». За підтримки уряду України з інноваційного фонду було виділено 17 мільйонів німецьких марок для закупівлі технологічного комплексу сірникового обладнання у шведській фірмі. Фабрика була збудувана за максимально короткий термін (за один рік). Все обладнання монтували шведські фахівці. Перед пуском фабрики група березнівських працівників їздила на два тижні на навчання у Швецію. 12 травня 1999 року на фабриці було виготовлено перший сірник українського виробництва.
У виробництві українського сірника активну участь брали інші вітчизняні товаровиробники: осикою забезпечувало об'єднання «Рівнеліс», картоном — Обухівський картонно-паперовий комбінат, парафіном — Дрогобицький нафтопереробний комбінат, клеєм — Сєверодонецьк, тарою — Жидачівський комбінат, пакувальним папером — місцева Моквинська паперова фабрика.
Рівненська сірникова фабрика випускала якісну та оригінальну продукцію що довгий час успішно конкурувала з білоруською та російською продукцією.
Період становлення
22 червня 2004 року було зареєстровано ТОВ «Українська сірникова фабрика», найбільший внесок до статутного фонду якої здійснила компанія з Лондона Paxstone Limited — 1 мільйон 767 тисяч 750 гривень.
2011 р. рішенням Господарським судом в Рівненській області ДП «Рівненська сірникова фабрика» було визнано банкрутом. Підприємство не змогло розраховуватися за лінію, яку надали йому в лізинг.
Обладнання з виробництва сірників було вилучене Українською державною інноваційною компанією.
В листопаді 2007 року інноваційна компанія передала обладнання в оренду ТОВ «Українська сірникова фабрика». Приватна фірма нині повністю займається випуском і реалізацією сірників, а державне підприємство постачає фірмі сировину, надає транспортні та послуги складування сірників. Близько 90% працівників державного підприємства перейшли на роботу в приватну фірму.
Антидемпінгова боротьба
Період створення ТОВ «Українська сірникова фабрика» збігся з часами перевиробництва сірників у Росії та Білорусі. Порушивши баланс між обсягами виробництва та споживанням сірників, російські та білоруські виробники розпочали їх масовий експорт до України по демпінгових цінах.
Відповідно до закону України «Про захист національного товаровиробника від демпінгового імпорту», наприкінці 2002 року ТОВ «Українська сірникова фабрика» подала скаргу про запровадження антидемпінгових заходів. У вересні 2003 року Постановою Міжвідомчої комісії з міжнародної торгівлі № АД 81-2003/52-123 були введені антидемпінгові заходи, терміном на 5 років, щодо імпорту в Україну сірників, вироблених в Росії та Білорусі.
За словами керівництва, введення антидемпінгових заходів дозволило ТОВ «Українська сірникова фабрика» на кінець 2004 року" збільшити обсяги випуску та реалізації продукції, створити 80 додаткових робочих місць і збільшити чисельність працівників до 300 чоловік.
При зростанні собівартості, підприємство не мало можливості збільшити реалізаційні ціни на продукцію. В зв'язку з чим, у 2006 році фабрика подала заяву про перегляд діючих антидемпінгових заходів. На підставі спеціального розслідування Міжвідомча комісія з міжнародної торгівлі встановила квоту на імпорт сірників на період до 5 листопада 2011 року.
Згідно інформації, наданої ДП «Укрпромзовнішекспертиза» за 2003–2007 рр. обсяги споживання сірників в Україні суттєво не змінювались, проте, обсяги імпорту сірників щорічно зростали.
В травні 2008 року ДП «Рівненська сірникова фабрика» та ТОВ «Українська сірникова фабрика» подали до Міністерства економіки України заяву про перегляд антидемпінгових заходів, у зв'язку із закінченням строку їх застосування та вимогою продовжити дію антидемпінгових заходів щодо імпорту сірників в Україну.
У листопаді 2009 року, Україна ввела на 3 роки спеціальне мито на імпорт сірників — 11,3% незалежно від країни-виробника.

## Технічна характеристика
Проектна потужність фабрики — 630 мільйонів коробок сірників у рік, що забезпечує потреби України приблизно на 35 відсотків. Фабрика працює в тризмінному режимі, за добу виробляють два мільйони коробок. Середнє наповнення сірників у кожній — 40 штук.
Технологічний комплекс складається з чотирьох основних автоматичних ліній, потужність кожної з яких становить 200 тисяч коробок сірників за зміну.

## Продукція
Для виготовлення сірників використовують осику. Дерево постачають з трьох областей — Рівненської, Волинської та Житомирської.
Запалювальна суміш, якою вкриті сірники, містить 5-6% сірки.
Підприємство виготовляє сірники таких форматів:
- сірники побутові ДСТУ ГОСТ 1820:2004 четвертого формату 2/3;
- сірники господарські ДСТУ ГОСТ 1820:2004 восьмого формату.

Сірники побутові ДСТУ ГОСТ 1820:2004 четвертого формату 2/3 виготовлені на сучасному імпортному обладнанні, призначені для використання в побуті: мають високохудожнє та поліграфічне оформлення. Сірники виготовляються із деревини осики та просочені рідиною, яка перешкоджає тлінню. Розміри сірників : довжина — 43,0 ± 1,5 мм; товщина — 1,6-2,2 мм.
Сірникова коробка виготовляється з картону марки Н-1 (звичайна коробка) або ММ (крейдований — привабливий зовнішній вигляд). На зовнішній стороні коробки розміщується реклама.
Країни-контрагенти
Компанія імпортує товари з Німеччини, Китаю та Швеції.
Компанія експортує товари в Болгарію, Грузію, Литву, Польщу, Румунію.

#### Запуск виробництва свічок
В 2015 році "Українська сірникова фабрика" розпочала виготовлення свічок. Працівники фабрики виготовляють їх методом ручного різання та формування ще теплого парафіну. Фабрика виготовляє декоративні, господарські та весільні свічки. 